# Bodträsket (Överluleå socken, Norrbotten)
Bodträsket är en sjö i Bodens kommun i Norrbotten och ingår i Luleälvens huvudavrinningsområde. Sjön har en area på 1,05 kvadratkilometer och ligger 7 meter över havet. Sjön avvattnas av vattendraget Bodån (Flarkån). Vid provfiske har bland annat abborre, braxen, gers och löja fångats i sjön.

## Delavrinningsområde
Bodträsket ingår i det delavrinningsområde (731667-176802) som SMHI kallar för Utloppet av Bodträsket. Medelhöjden är 27 meter över havet och ytan är 10,94 kvadratkilometer. Räknas de 39 avrinningsområdena uppströms in blir den ackumulerade arean 412,14 kvadratkilometer. Bodån (Flarkån) som avvattnar avrinningsområdet har biflödesordning 2, vilket innebär att vattnet flödar genom totalt 2 vattendrag innan det når havet efter 36 kilometer. Avrinningsområdet består mestadels av skog (41 procent). Avrinningsområdet har 1,17 kvadratkilometer vattenytor vilket ger det en sjöprocent på 10,7 procent. Bebyggelsen i området täcker en yta av 3,8 kvadratkilometer eller 35 procent av avrinningsområdet.

## Fisk
Vid provfiske har följande fisk fångats i sjön:
- Abborre
- Braxen
- Gärs
- Löja
- Mört
- Nors
- Gädda